# Polipriònids
Els polipriònids (Polyprionidae) és una família de peixos marins inclosa en l'ordre Perciformes.

## Gèneres i espècies
Existeixen unes 6 espècies agrupades en dos gèneres: 
- Gènere Polyprion (Oken, 1817)
  - Polyprion americanus (Bloch i Schneider, 1801)
  - Polyprion moeone (Phillipps, 1927)
  - Polyprion oxygeneios (Schneider i Forster a Bloch i Schneider, 1801)
  - Polyprion yanezi (de Buen, 1959)
- Gènere Stereolepis (Ayres, 1859)
  - Stereolepis doederleini (Lindberg i Krasyukova, 1969)
  - Stereolepis gigas (Ayres, 1859)